# Francis Kalifat
Pour les articles homonymes, voir Kalifat.
Francis Kalifat, né le 8 juillet 1952 à Oran en Algérie française, est un chef d'entreprise français.
Il est élu président du Conseil représentatif des institutions juives de France (CRIF), le 29 mai 2016,. C'est le premier séfarade à tenir ce poste depuis Vidal Modiano, président du CRIF de 1950 à 1969. A l'issue de ses deux mandats à la tête du CRIF, en juillet 2022, il est nommé président du conseil du Congrès juif européen. 

## Biographie
Né à Oran en 1952, il vit un départ précipité d'Algérie, sur fond de la guerre d'Algérie, en 1962 et une arrivée mouvementée à Paris avec sa mère et ses frères. Son père, fonctionnaire de police en attente de sa mutation, les rejoindra quelques mois plus tard et ils iront un an après à Trappes où il passera son adolescence. Il développe ainsi une grande capacité d'adaptation et de circulation au sein de différents milieux. La famille s'installera ensuite à Versailles. Il fait ses études secondaires au lycée Hoche. Il  étudie à la faculté de Droit de Sceaux.
Il est dirigeant de l'entreprise de réparation de chaussures Vaneau Rive gauche. C'est « un ancien militant du Betar, mouvement de jeunesse de la droite sioniste, parfois qualifié d'extrémiste »[pas clair].
Il devient président de Fédération des organisations sionistes de France (FOSF) et entre au CRIF sous la présidence de Théo Klein en 1984. Il est très rapidement élu au comité directeur, puis au bureau exécutif ou il siège dès lors sans discontinuer. Élu trésorier en 2002, il est ensuite élu vice-président et sera continuellement réélu à ces postes.
Durant le dernier mandat de Roger Cukierman, il a accompagné plus particulièrement les projets de vivre ensemble, le dialogue avec les musulmans et la cellule digitale du CRIF, fer de lance de la lutte contre la haine sur internet.
Le 29 mai 2016, il devient le 11e président du CRIF.
Pour Hadrien Mathoux sur le site de Marianne, en tant que président du CRIF, Francis Kalifat soutient « avec ferveur les positions les plus nationalistes de Netanyahou, parmi lesquelles la désignation de Jérusalem comme capitale d’Israël », décision qui avait été prise non par Netanyahou mais par David Ben Gourion en 1949.
Il considère l’antisionisme comme une « nouvelle forme de l’antisémitisme » et appelle à la création d’un arsenal juridique qui permettrait de le réprimer.